# 맥도널드 대 시카고 사건
맥도널드 대 시카고 사건(McDonald v. Chicago)은 미국 헌법 수정조항 제2조가 주 정부에게도 적용되는지에 대한 미국 연방 대법원의 판례이다. 맥도널드는 시카고 시의 총기 소지 규제법이 미국 헌법 수정조항 제2조가 보장하는 총기 소유 권리를 침해한다고 하여 소를 제기하였다. 시카고 시 정부는 수정헌법 제2조가 주정부에는 적용되지 않는다고 주장하였다. 연방 대법원은 미국 헌법 수정조항 제2조가 수정조항 제14조를 통해 전환되어 주 정부에도 적용된다고 보았다.